# 모충로
모충로(Mochung-ro, 慕忠路)는 충청북도 청주시 서원구 성화개신죽림동 개신오거리 에서 청주시 상당구 성안동 모충대교사거리 잇는 충청북도의 도로이다.

## 주요 경유지
충청북도
- 청주시 서원구 (성화.개신.죽림동 . 모충동) - 상당구 (성안동)

## 노선
| 이름             | 접속 노선       | 소재지        | 소재지        | 소재지         | 비고          |
| 서부로와 직결    | 서부로와 직결   | 서부로와 직결 | 서부로와 직결 | 서부로와 직결  | 서부로와 직결 |
| ---------------- | --------------- | ------------- | ------------- | -------------- | ------------- |
| 개신오거리       | 1순환로         | 청주시        | 서원구        | 성화개신죽림동 |               |
| 모충고개삼거리   | 예체로          | 청주시        | 서원구        | 모충동         |               |
| (우리마트사거리) | 쌍샘로          | 청주시        | 서원구        | 모충동         |               |
| (후생사사거리)   | 호국로          | 청주시        | 서원구        | 모충동         |               |
| (충효문삼거리)   | 남사로          | 청주시        | 서원구        | 모충동         |               |
| (이름없음)       | 서원서로        | 청주시        | 서원구        | 모충동         |               |
| 모충대교오거리   | 사운로 무심서로 | 청주시        | 서원구        | 모충동         |               |
| 모충대교         |                 | 청주시        | 서원구        | 모충동         |               |
|                  | 상당구          | 청주시        | 성안동        |                |               |
| 모충대교사거리   | 상당구          | 청주시        | 성안동        | 무심동로       |               |

## 주요 건물 및 시설
- CU 청주개신오거리점 (모충로 3/개신동 52-3)
- 공차 청주개신점 (모충로 11/개신동 4-52)
- 아성다이소 청주개신오거리점 (모충로 15/개신동 4-34)
- 베스킨라빈스 청주모충점 (모충로 19/개신동 2-41)
- 새마을금고 조은 새마을금고 개신지점 (모충로 28/개신동 442-3)
- CU 청주개신하나점 (모충로 40/개신동 439-2)
- 투썸플레이스 모충로점 (모충로 58/모충동 520-13)
- SK에너지 신영주유소 (모충로 71/모충동 499-1)
- HD현대오일뱅크 모충주유소 (모충로 112/모충동 448-1)
- S-OIL 금강에너지주유소 (모충로 123/모충동 431-27)